# Pachychernes baileyi
Pachychernes baileyi är en spindeldjursart som beskrevs av Renato Neves Feio 1945. Pachychernes baileyi ingår i släktet Pachychernes och familjen blindklokrypare. Inga underarter finns listade i Catalogue of Life.